# Metriocnemus perfuscus
Metriocnemus perfuscus är en tvåvingeart som beskrevs av Malloch 1934. Metriocnemus perfuscus ingår i släktet Metriocnemus och familjen fjädermyggor.
Artens utbredningsområde är Northwest Territories, Kanada. Inga underarter finns listade i Catalogue of Life.